# Jana Sorgers
Jana Sorgers (4 de agosto de 1967, Neubrandenburg, Mecklenburg-Vorpommern, Alemania) es una remera alemana que compitió para el SG Dynamo Potsdam y el Dynamo Berlin SC, además de ganar el oro en los Juegos Olímpicos de Seúl 1988 y en los Juegos Olímpicos de Atlanta 1996, ambos en la especialidad del cuatro scull.

## Biografía
En 1984 y 1985 se proclamó campeona mundial júnior en las especialidades de cuatro scull y doble scull respectivamente. Al año siguiente participó en el cuatro scull de su país, obteniendo su primer título mundial absoluto, el cual revalidó al año siguiente en Copenhague. Un año más tarde participó en la misma especialidad en los Juegos Olímpicos de Seúl 1988, obteniendo la medalla de oro junto a Kerstin Förster, Kristina Mundt y Beate Schramm. En 1989 disputó el campeonato del Mundo en la especialidad de doble scull, y consiguió otro título. En 1990 (último año que defendió a la República Democrática Alemana), 1991, 1994 y 1995 también ganó la medalla de oro mundial en la especialidad de cuatro scull, obteniendo también el oro olímpico en los Juegos Olímpicos de Atlanta 1996 junto a Katrin Rutschow-Stomporowski, Kerstin Köppen y Kathrin Boron.